# Informatiemaatschappij
Een informatiemaatschappij is een maatschappij waarin de creatie, de distributie, de verspreiding, het gebruik, de integratie en manipulatie van informatie een belangrijke economische, politieke en culturele activiteit is.
De kenniseconomie is het economische equivalent, waarbij de nadruk ligt op de creatie van rijkdom door de economische exploitatie van inzichten. 
Mensen die over de middelen beschikken om deel te nemen aan deze vorm van samenleving, worden ook wel digitale burgers genoemd. Beniger (1986) heeft aangetoond, dat dit een van de vele tientallen labels is om te suggereren dat we in een nieuwe fase van de samenleving zijn beland.
De informatiemaatschappij kenmerkt zich door snelle verandering op technologisch, economisch, beroeps-, ruimtelijk en/of cultureel gebied. De informatiemaatschappij wordt gezien als de opvolger van de industriële samenleving. 
Nauw verwante concepten zijn de postindustriële samenleving (van Daniel Bell), post-Fordisme, postmoderne samenleving, kennissamenleving, informatierevolutie, liquide moderniteit en netwerkmaatschappij (van Manuel Castells).